# Сомосьєрра (Мадрид)
Сомосьєрра (ісп. Somosierra) — муніципалітет в Іспанії, у складі автономної спільноти Мадрид. Населення — 105 осіб (2010).
Муніципалітет розташований на відстані близько 80 км на північ від Мадрида.

## Демографія
Динаміка населення (INE ):

## Галерея зображень

Розташування муніципалітету у автономній спільноті Мадрид